# Список населённых пунктов Сергиево-Посадского городского округа
В списке представлены населённые пункты Сергиево-Посадского городского округа Московской области и их принадлежность к бывшим муниципальным образованиям, существовавшим до упразднения Сергиево-Посадского муниципального района. Перечень населённых пунктов, их наименование и вид даны в соответствии с Законом Московской области от 28.02.2005 № 60/2005-ОЗ «О статусе и границах Сергиево-Посадского муниципального района и вновь образованных в его составе муниципальных образований». Численность населения дана по результатам Всероссийской переписи 2010 года.
На момент упразднения Сергиево-Посадского района в нём насчитывалось 295 населённых пунктов в составе 6 городских и 6 сельских поселений.
6 сентября 2019 года деревня Зубачёво была включена в состав Сергиева Посада.
После преобразования Сергиево-Посадского района в городской округ с целью исключения наличия у нескольких одноимённых населённых пунктов одинаковых категорий постановлением Губернатора Московской области № 653-ПГ от 27 декабря 2019 года:
- деревня Бобошино бывшего сельского поселения Шеметовское преобразована в село;
- деревня Григорово бывшего сельского поселения Селковское преобразована в хутор;
- деревня Дмитровское бывшего сельского поселения Шеметовское преобразована в село;
- деревня Ерёмино бывшего сельского поселения Шеметовское преобразована в село;
- деревня Морозово бывшего городского поселения Хотьково преобразована в село;
- деревня Новосёлки бывшего городского поселения Хотьково преобразована в село;
- деревня Новосёлки бывшего сельского поселения Селковское преобразована в слободку;
- деревня Новосёлки бывшего сельского поселения Шеметовское преобразована в хутор;
- деревня Шубино бывшего сельского поселения Березняковское преобразована в хутор.

В Сергиево-Посадском городском округе насчитывается 294 населённых пункта: 4 города, 2 рабочих посёлка, 18 посёлков, 30 сёл, 232 деревни, 1 слободка и 7 хуторов.
| №   | Населённый пункт | Тип                             | Население | бывшее муниципальное образование    |
| --- | ---------------- | ------------------------------- | --------- | ----------------------------------- |
| 1   | Абрамово         | деревня                         | ↗736      | сельское поселение Лозовское        |
| 2   | Абрамцево        | село                            | ↘209      | городское поселение Хотьково        |
| 3   | Агинтово         | деревня                         | ↗5        | сельское поселение Шеметовское      |
| 4   | Адамово          | деревня                         | ↘0        | сельское поселение Шеметовское      |
| 5   | Аким-Анна        | деревня                         | ↘2        | сельское поселение Шеметовское      |
| 6   | Акулово          | деревня                         | ↘3        | сельское поселение Шеметовское      |
| 7   | Алексеево        | деревня                         | ↗17       | сельское поселение Лозовское        |
| 8   | Алмазово         | деревня                         | ↘0        | сельское поселение Шеметовское      |
| 9   | Алферьево        | деревня                         | ↗21       | сельское поселение Васильевское     |
| 10  | Антипино         | деревня                         | ↘10       | городское поселение Хотьково        |
| 11  | Антолопово       | деревня                         | ↘0        | сельское поселение Шеметовское      |
| 12  | Антоново         | деревня                         | ↘16       | сельское поселение Шеметовское      |
| 13  | Арханово         | деревня                         | ↘14       | городское поселение Хотьково        |
| 14  | Афанасово        | деревня                         | ↘1        | сельское поселение Шеметовское      |
| 15  | Ахтырка          | деревня                         | ↘73       | городское поселение Хотьково        |
| 16  | Базыкино         | деревня                         | →10       | сельское поселение Шеметовское      |
| 17  | Барканово        | деревня                         | ↗9        | городское поселение Сергиев Посад   |
| 18  | Барово           | деревня                         | ↘14       | сельское поселение Селковское       |
| 19  | Башенка          | посёлок                         | 145       | сельское поселение Шеметовское      |
| 20  | Башлаево         | деревня                         | →0        | сельское поселение Васильевское     |
| 21  | Беликово         | посёлок                         | ↘4        | сельское поселение Березняковское   |
| 22  | Березняки        | деревня                         | ↘2405     | сельское поселение Березняковское   |
| 23  | Благовещенье     | село                            | ↗10       | городское поселение Сергиев Посад   |
| 24  | Боблово          | деревня                         | ↗12       | сельское поселение Селковское       |
| 25  | Бобошино         | деревня                         | ↘21       | сельское поселение Березняковское   |
| 26  | Бобошино         | село                            | →41       | сельское поселение Шеметовское      |
| 27  | Богородское      | рабочий посёлок                 | ↘9693     | городское поселение Богородское     |
| 28  | Богородское      | село                            | ↘19       | сельское поселение Шеметовское      |
| 29  | Большие Дубравы  | деревня                         | →3        | сельское поселение Селковское       |
| 30  | Бор              | деревня                         | ↘14       | сельское поселение Шеметовское      |
| 31  | Борисово         | деревня                         | ↗9        | городское поселение Богородское     |
| 32  | Борисцево        | деревня                         | →0        | сельское поселение Шеметовское      |
| 33  | Ботово           | деревня                         | ↘22       | сельское поселение Березняковское   |
| 34  | Бревново         | деревня                         | ↗103      | сельское поселение Лозовское        |
| 35  | Бубяково         | деревня                         | ↗34       | городское поселение Сергиев Посад   |
| 36  | Бужаниново       | село                            | ↘1721     | сельское поселение Березняковское   |
| 37  | Быково           | деревня                         | ↗38       | городское поселение Хотьково        |
| 38  | Былино           | деревня                         | ↗12       | сельское поселение Шеметовское      |
| 39  | Варавино         | деревня                         | →2        | сельское поселение Лозовское        |
| 40  | Васильевское     | село                            | ↘1264     | сельское поселение Васильевское     |
| 41  | Васильково       | деревня                         | ↘6        | городское поселение Сергиев Посад   |
| 42  | Васьково         | деревня                         | ↘17       | сельское поселение Васильевское     |
| 43  | Ваулино          | деревня                         | ↘9        | сельское поселение Селковское       |
| 44  | Веригино         | деревня                         | ↗65       | сельское поселение Селковское       |
| 45  | Взгляднево       | деревня                         | ↘3        | сельское поселение Березняковское   |
| 46  | Вихрево          | деревня                         | ↘0        | сельское поселение Лозовское        |
| 47  | Власово          | деревня                         | →31       | сельское поселение Селковское       |
| 48  | Воздвиженское    | село                            | ↗108      | сельское поселение Лозовское        |
| 49  | Вонякино         | деревня                         | ↘4        | сельское поселение Селковское       |
| 50  | Воронино         | деревня                         | ↗29       | сельское поселение Березняковское   |
| 51  | Вороново         | деревня                         | ↗21       | сельское поселение Селковское       |
| 52  | Воронцово        | деревня                         | ↗13       | городское поселение Сергиев Посад   |
| 53  | Ворохобино       | деревня                         | ↗14       | сельское поселение Васильевское     |
| 54  | Ворсково         | деревня                         | →0        | сельское поселение Шеметовское      |
| 55  | Выпуково         | село                            | ↗17       | городское поселение Богородское     |
| 56  | Высоково         | деревня                         | ↗15       | городское поселение Сергиев Посад   |
| 57  | Гаврилково       | деревня                         | ↘41       | городское поселение Хотьково        |
| 58  | Гагино           | деревня                         | →1        | сельское поселение Березняковское   |
| 59  | Гальнево         | деревня                         | ↘10       | сельское поселение Березняковское   |
| 60  | Генутьево        | деревня                         | ↘2        | сельское поселение Шеметовское      |
| 61  | Геронтьево       | деревня                         | ↗13       | городское поселение Богородское     |
| 62  | Глебово          | деревня                         | ↘17       | городское поселение Хотьково        |
| 63  | Глинково         | село                            | ↘628      | городское поселение Сергиев Посад   |
| 64  | Голыгино         | деревня                         | ↗40       | сельское поселение Лозовское        |
| 65  | Гольково         | деревня                         | →9        | городское поселение Сергиев Посад   |
| 66  | Горюшка          | деревня                         | ↗5        | сельское поселение Селковское       |
| 67  | Грачнево         | деревня                         | →3        | сельское поселение Шеметовское      |
| 68  | Григорово        | деревня                         | ↗18       | городское поселение Богородское     |
| 69  | Григорово        | хутор                           | ↘5        | сельское поселение Селковское       |
| 70  | Дерюзино         | село                            | ↘12       | сельское поселение Березняковское   |
| 71  | Деулино          | село                            | ↗95       | городское поселение Сергиев Посад   |
| 72  | Дивово           | деревня                         | ↘3        | сельское поселение Березняковское   |
| 73  | Дмитровское      | деревня                         | ↘3        | сельское поселение Селковское       |
| 74  | Дмитровское      | село                            | ↗34       | сельское поселение Шеметовское      |
| 75  | Добрая Слободка  | деревня                         | ↘4        | сельское поселение Шеметовское      |
| 76  | Дубининское      | деревня                         | ↘28       | сельское поселение Березняковское   |
| 77  | Дубки            | деревня                         | ↘3        | сельское поселение Шеметовское      |
| 78  | Душищево         | деревня                         | ↗24       | сельское поселение Березняковское   |
| 79  | Дьяконово        | деревня                         | ↘0        | сельское поселение Шеметовское      |
| 80  | Ерёмино          | деревня                         | ↘0        | сельское поселение Лозовское        |
| 81  | Ерёмино          | село                            | ↘4        | сельское поселение Шеметовское      |
| 82  | Жёлтиково        | посёлок железнодорожной станции | ↘107      | городское поселение Хотьково        |
| 83  | Жерлово          | деревня                         | ↘3        | городское поселение Богородское     |
| 84  | Житниково        | деревня                         | ↗8        | сельское поселение Васильевское     |
| 85  | Жучки            | деревня                         | ↘1484     | городское поселение Хотьково        |
| 86  | Заболотье        | село                            | ↗67       | сельское поселение Селковское       |
| 87  | Загорские Дали   | посёлок                         | ↗1935     | городское поселение Сергиев Посад   |
| 88  | Закубежье        | село                            | ↘168      | сельское поселение Шеметовское      |
| 89  | Замостье         | деревня                         | ↘1        | сельское поселение Селковское       |
| 90  | Запольское       | деревня                         | ↘13       | сельское поселение Селковское       |
| 91  | Заречный         | посёлок                         | ↘728      | сельское поселение Лозовское        |
| 92  | Захарьино        | деревня                         | ↗8        | городское поселение Сергиев Посад   |
| 93  | Здравница        | посёлок                         | ↘489      | сельское поселение Лозовское        |
| 94  | Зелёная Дубрава  | посёлок                         | ↘116      | сельское поселение Березняковское   |
| 95  | Золотилово       | деревня                         | ↗132      | городское поселение Хотьково        |
| 96  | Зубцово          | деревня                         | ↘560      | сельское поселение Лозовское        |
| 97  | Иваньково        | деревня                         | ↗30       | сельское поселение Шеметовское      |
| 98  | Ивашково         | деревня                         | ↗22       | городское поселение Сергиев Посад   |
| 99  | Ивнягово         | деревня                         | ↗8        | сельское поселение Васильевское     |
| 100 | Игнатьево        | деревня                         | ↘22       | городское поселение Пересвет        |
| 101 | Игнашино         | деревня                         | ↘1        | сельское поселение Шеметовское      |
| 102 | Ильинки          | деревня                         | ↗9        | сельское поселение Лозовское        |
| 103 | Истомино         | деревня                         | ↘8        | сельское поселение Березняковское   |
| 104 | Иудино           | село                            | ↗46       | сельское поселение Реммаш           |
| 105 | Калошино         | деревня                         | ↘22       | сельское поселение Селковское       |
| 106 | Каменки          | деревня                         | ↘62       | сельское поселение Васильевское     |
| 107 | Катунино         | деревня                         | →1        | сельское поселение Селковское       |
| 108 | Киримово         | деревня                         | →12       | сельское поселение Лозовское        |
| 109 | Кисляково        | деревня                         | ↘15       | сельское поселение Шеметовское      |
| 110 | Климово          | деревня                         | ↘0        | сельское поселение Селковское       |
| 111 | Коврово          | деревня                         | ↗22       | городское поселение Пересвет        |
| 112 | Козицино         | деревня                         | ↗14       | сельское поселение Березняковское   |
| 113 | Козлово          | деревня                         | ↘11       | сельское поселение Шеметовское      |
| 114 | Константиново    | село                            | ↘747      | сельское поселение Шеметовское      |
| 115 | Короськово       | деревня                         | ↗28       | городское поселение Хотьково        |
| 116 | Корытцево        | деревня                         | ↗17       | сельское поселение Шеметовское      |
| 117 | Костромино       | деревня                         | ↘4        | сельское поселение Васильевское     |
| 118 | Крапивино        | деревня                         | ↗15       | городское поселение Сергиев Посад   |
| 119 | Красная Сторожка | деревня                         | ↘15       | городское поселение Пересвет        |
| 120 | Краснозаводск    | город                           | ↘14 290   | городское поселение Краснозаводск   |
| 121 | Кудрино          | деревня                         | ↗22       | городское поселение Хотьково        |
| 122 | Кузьминки        | деревня                         | ↗9        | сельское поселение Васильевское     |
| 123 | Кузьмино         | деревня                         | ↗756      | сельское поселение Шеметовское      |
| 124 | Кулебякино       | деревня                         | ↘2        | сельское поселение Шеметовское      |
| 125 | Куроедово        | деревня                         | ↘0        | сельское поселение Лозовское        |
| 126 | Кустово          | деревня                         | ↗7        | сельское поселение Шеметовское      |
| 127 | Кучки            | село                            | ↗14       | сельское поселение Шеметовское      |
| 128 | Лазарево         | деревня                         | ↗78       | сельское поселение Васильевское     |
| 129 | Левково          | деревня                         | ↗9        | сельское поселение Васильевское     |
| 130 | Леоново          | деревня                         | ↗44       | сельское поселение Березняковское   |
| 131 | Лесхоза          | посёлок                         | ↘1194     | городское поселение Сергиев Посад   |
| 132 | Лешково          | деревня                         | ↘48       | сельское поселение Лозовское        |
| 133 | Листвянка        | посёлок                         | ↘6        | сельское поселение Березняковское   |
| 134 | Лихачёво         | деревня                         | →0        | сельское поселение Шеметовское      |
| 135 | Лоза             | посёлок                         | ↗3138     | сельское поселение Лозовское        |
| 136 | Лычёво           | деревня                         | ↗4        | сельское поселение Лозовское        |
| 137 | Ляпино           | деревня                         | ↘7        | сельское поселение Лозовское        |
| 138 | Македонка        | деревня                         | ↘5        | сельское поселение Селковское       |
| 139 | Малинки          | деревня                         | ↘4        | сельское поселение Селковское       |
| 140 | Малинники        | деревня                         | ↗39       | сельское поселение Березняковское   |
| 141 | Малые Дубравы    | деревня                         | ↘3        | сельское поселение Селковское       |
| 142 | Маньково         | деревня                         | ↘26       | городское поселение Сергиев Посад   |
| 143 | Мардарьево       | деревня                         | →3        | сельское поселение Селковское       |
| 144 | Марино           | деревня                         | ↗15       | сельское поселение Березняковское   |
| 145 | Марьино          | деревня                         | ↘764      | сельское поселение Шеметовское      |
| 146 | Матрёнки         | деревня                         | →2        | городское поселение Хотьково        |
| 147 | Махра            | деревня                         | ↘9        | сельское поселение Шеметовское      |
| 148 | Машино           | деревня                         | ↗30       | городское поселение Хотьково        |
| 149 | Машутино         | деревня                         | ↗9        | сельское поселение Шеметовское      |
| 150 | Мергусово        | деревня                         | ↘4        | сельское поселение Селковское       |
| 151 | Меркурьево       | деревня                         | ↘5        | сельское поселение Селковское       |
| 152 | Механизаторов    | посёлок                         | ↘56       | городское поселение Хотьково        |
| 153 | Мехово           | деревня                         | ↘4        | сельское поселение Реммаш           |
| 154 | Минино           | деревня                         | ↗1        | сельское поселение Шеметовское      |
| 155 | Митино           | деревня                         | ↘5        | сельское поселение Березняковское   |
| 156 | Митино           | хутор                           | ↘54       | городское поселение Хотьково        |
| 157 | Михалёво         | деревня                         | →5        | сельское поселение Шеметовское      |
| 158 | Мишутино         | село                            | ↘1075     | городское поселение Сергиев Посад   |
| 159 | Морозово         | село                            | ↘149      | городское поселение Хотьково        |
| 160 | Морозово         | деревня                         | →6        | сельское поселение Селковское       |
| 161 | Мостовик         | посёлок                         | ↘1995     | сельское поселение Васильевское     |
| 162 | Мутовки          | деревня                         | →28       | городское поселение Хотьково        |
| 163 | Муханово         | село                            | ↘544      | городское поселение Богородское     |
| 164 | Назарьево        | деревня                         | ↗24       | сельское поселение Лозовское        |
| 165 | Напольское       | деревня                         | ↗36       | городское поселение Сергиев Посад   |
| 166 | Наугольное       | деревня                         | ↗184      | городское поселение Сергиев Посад   |
| 167 | Несвитаево       | деревня                         | →0        | городское поселение Богородское     |
| 168 | НИИРП            | посёлок                         | ↘927      | городское поселение Сергиев Посад   |
| 169 | Никульское       | деревня                         | ↘1        | сельское поселение Березняковское   |
| 170 | Никульское       | село                            | ↘22       | сельское поселение Шеметовское      |
| 171 | Новая Шурма      | деревня                         | ↘5        | сельское поселение Селковское       |
| 172 | Новиково         | хутор                           | ↗7        | сельское поселение Шеметовское      |
| 173 | Новиково         | деревня                         | ↗8        | сельское поселение Шеметовское      |
| 174 | Новинки          | деревня                         | ↗17       | сельское поселение Васильевское     |
| 175 | Ново             | деревня                         | ↘6        | сельское поселение Селковское       |
| 176 | Новожёлтиково    | деревня                         | ↗15       | сельское поселение Васильевское     |
| 177 | Новоподушкино    | деревня                         | ↗95       | городское поселение Хотьково        |
| 178 | Новосёлки        | село                            | ↗15       | городское поселение Хотьково        |
| 179 | Новосёлки        | деревня                         | ↘10       | сельское поселение Лозовское        |
| 180 | Новосёлки        | слободка                        | →0        | сельское поселение Селковское       |
| 181 | Новосёлки        | хутор                           | ↗7        | сельское поселение Шеметовское      |
| 182 | Озерецкое        | село                            | ↘60       | сельское поселение Васильевское     |
| 183 | Окаёмово         | деревня                         | →8        | сельское поселение Шеметовское      |
| 184 | Опарино          | деревня                         | ↘3        | сельское поселение Шеметовское      |
| 185 | ОРГРЭС           | посёлок                         | ↘245      | городское поселение Хотьково        |
| 186 | Охотино          | деревня                         | ↗1        | сельское поселение Лозовское        |
| 187 | Пальчино         | деревня                         | ↘18       | сельское поселение Васильевское     |
| 188 | Парфёнково       | деревня                         | →0        | сельское поселение Шеметовское      |
| 189 | Парфёново        | село                            | ↗6        | городское поселение Пересвет        |
| 190 | Паюсово          | деревня                         | →0        | сельское поселение Шеметовское      |
| 191 | Пересвет         | город                           | ↘11 434   | городское поселение Пересвет        |
| 192 | Переславичи      | деревня                         | ↗44       | сельское поселение Селковское       |
| 193 | Петрушино        | деревня                         | ↘10       | сельское поселение Селковское       |
| 194 | Плотихино        | деревня                         | ↗27       | сельское поселение Селковское       |
| 195 | Подсосино        | деревня                         | ↗13       | сельское поселение Лозовское        |
| 196 | Подушкино        | деревня                         | ↗38       | городское поселение Хотьково        |
| 197 | Полубарское      | деревня                         | ↘25       | сельское поселение Селковское       |
| 198 | Посевьево        | деревня                         | ↗66       | сельское поселение Шеметовское      |
| 199 | Прикащецкое      | деревня                         | ↘5        | сельское поселение Шеметовское      |
| 200 | Прокшино         | деревня                         | →0        | сельское поселение Васильевское     |
| 201 | Псарёво          | деревня                         | ↗12       | сельское поселение Васильевское     |
| 202 | Пузино           | деревня                         | ↘10       | сельское поселение Васильевское     |
| 203 | Пустое Рождество | деревня                         | ↗1        | сельское поселение Селковское       |
| 204 | Путятино         | деревня                         | ↗130      | сельское поселение Березняковское   |
| 205 | Радонеж          | село                            | ↘5        | сельское поселение Лозовское        |
| 206 | Разделенцы       | деревня                         | →0        | сельское поселение Шеметовское      |
| 207 | Редриковы Горы   | деревня                         | ↘8        | сельское поселение Березняковское   |
| 208 | Реммаш           | посёлок                         | ↘5941     | сельское поселение Реммаш           |
| 209 | Ремнёво          | хутор                           | →1        | сельское поселение Селковское       |
| 210 | Репихово         | деревня                         | ↗162      | городское поселение Хотьково        |
| 211 | Репихово         | посёлок                         | ↘210      | городское поселение Хотьково        |
| 212 | Рогачёво         | деревня                         | ↗188      | городское поселение Краснозаводск   |
| 213 | Рязанцы          | деревня                         | ↘7        | сельское поселение Лозовское        |
| 214 | Садовниково      | деревня                         | ↗12       | сельское поселение Шеметовское      |
| 215 | Сальково         | деревня                         | ↘3        | сельское поселение Селковское       |
| 216 | Самойлово        | деревня                         | ↘3        | городское поселение Пересвет        |
| 217 | Самотовино       | деревня                         | ↘793      | сельское поселение Шеметовское      |
| 218 | Сахарово         | деревня                         | ↘3        | сельское поселение Шеметовское      |
| 219 | Сватково         | село                            | ↘1853     | сельское поселение Березняковское   |
| 220 | Селиваново       | деревня                         | ↗5        | сельское поселение Шеметовское      |
| 221 | Селихово         | деревня                         | ↘0        | сельское поселение Шеметовское      |
| 222 | Селково          | деревня                         | ↗1300     | сельское поселение Селковское       |
| 223 | Селково          | хутор                           | ↘0        | сельское поселение Селковское       |
| 224 | Семёнково        | деревня                         | ↘960      | городское поселение Краснозаводск   |
| 225 | Семенцево        | деревня                         | ↘17       | городское поселение Богородское     |
| 226 | Сергиев Посад    | город                           | ↘98 251   | городское поселение Сергиев Посад   |
| 227 | Симоново         | деревня                         | ↘0        | сельское поселение Шеметовское      |
| 228 | Ситники          | посёлок                         | ↗165      | сельское поселение Лозовское        |
| 229 | Сковородино      | деревня                         | ↗2        | сельское поселение Шеметовское      |
| 230 | Скоропусковский  | пгт                             | ↘6391     | городское поселение Скоропусковский |
| 231 | Скорынино        | деревня                         | ↘1        | сельское поселение Селковское       |
| 232 | Слабнево         | деревня                         | ↘16       | сельское поселение Березняковское   |
| 233 | Слободка         | деревня                         | ↘3        | сельское поселение Березняковское   |
| 234 | Слотино          | деревня                         | ↘3        | сельское поселение Березняковское   |
| 235 | Смена            | деревня                         | ↘4        | городское поселение Сергиев Посад   |
| 236 | Сметьёво         | деревня                         | ↘3        | городское поселение Богородское     |
| 237 | Снятинка         | деревня                         | ↘3        | сельское поселение Селковское       |
| 238 | Сорокино         | деревня                         | ↗9        | сельское поселение Селковское       |
| 239 | Соснино          | деревня                         | ↗7        | сельское поселение Васильевское     |
| 240 | Спасс-Торбеево   | деревня                         | →0        | сельское поселение Лозовское        |
| 241 | Старогригорово   | деревня                         | ↘0        | сельское поселение Шеметовское      |
| 242 | Старожёлтиково   | деревня                         | ↗10       | сельское поселение Васильевское     |
| 243 | Степково         | деревня                         | →22       | городское поселение Скоропусковский |
| 244 | Строилово        | деревня                         | ↗9        | сельское поселение Селковское       |
| 245 | Стройково        | деревня                         | ↘3        | городское поселение Хотьково        |
| 246 | Судниково        | деревня                         | →0        | сельское поселение Шеметовское      |
| 247 | Суропцово        | деревня                         | ↘11       | сельское поселение Березняковское   |
| 248 | Сырнево          | деревня                         | ↗19       | сельское поселение Шеметовское      |
| 249 | Сырнево          | посёлок                         | ↗52       | сельское поселение Шеметовское      |
| 250 | Тарбеево         | деревня                         | ↗14       | сельское поселение Васильевское     |
| 251 | Тарбинское       | деревня                         | ↘1        | сельское поселение Шеметовское      |
| 252 | Терпигорьево     | деревня                         | ↘8        | сельское поселение Березняковское   |
| 253 | Тешилово         | деревня                         | ↘11       | городское поселение Хотьково        |
| 254 | Титовское        | село                            | ↘2        | городское поселение Богородское     |
| 255 | Толстоухово      | деревня                         | ↗5        | сельское поселение Селковское       |
| 256 | Топорково        | деревня                         | ↗158      | городское поселение Сергиев Посад   |
| 257 | Торгашино        | деревня                         | ↗994      | сельское поселение Селковское       |
| 258 | Торжнево         | деревня                         | →0        | сельское поселение Шеметовское      |
| 259 | Трёхселище       | деревня                         | ↗208      | сельское поселение Селковское       |
| 260 | Тураково         | деревня                         | ↘321      | городское поселение Сергиев Посад   |
| 261 | Уголки           | деревня                         | ↘9        | городское поселение Хотьково        |
| 262 | Устинки          | деревня                         | ↘2        | сельское поселение Васильевское     |
| 263 | Фалисово         | деревня                         | ↗6        | сельское поселение Шеметовское      |
| 264 | Фёдоровское      | деревня                         | ↗29       | городское поселение Богородское     |
| 265 | Федорцово        | деревня                         | ↘769      | сельское поселение Селковское       |
| 266 | Филимоново       | деревня                         | ↗32       | городское поселение Хотьково        |
| 267 | Филипповское     | деревня                         | ↘1        | сельское поселение Шеметовское      |
| 268 | Филисово         | деревня                         | ↘1        | сельское поселение Шеметовское      |
| 269 | Фролово          | деревня                         | ↘3        | городское поселение Сергиев Посад   |
| 270 | Хомяково         | село                            | ↗58       | городское поселение Сергиев Посад   |
| 271 | Хотьково         | город                           | ↘20 468   | городское поселение Хотьково        |
| 272 | Хребтово         | деревня                         | ↘20       | сельское поселение Селковское       |
| 273 | Царевское        | деревня                         | ↗14       | сельское поселение Васильевское     |
| 274 | Чарково          | деревня                         | ↘6        | городское поселение Сергиев Посад   |
| 275 | Ченцы            | деревня                         | ↗28       | сельское поселение Шеметовское      |
| 276 | Чернецкое        | деревня                         | ↗14       | сельское поселение Шеметовское      |
| 277 | Чижево           | деревня                         | ↗10       | сельское поселение Шеметовское      |
| 278 | Чирково          | деревня                         | ↗24       | сельское поселение Шеметовское      |
| 279 | Шабурново        | деревня                         | ↗1155     | сельское поселение Шеметовское      |
| 280 | Шапилово         | деревня                         | ↗70       | городское поселение Хотьково        |
| 281 | Шарапово         | деревня                         | ↗778      | сельское поселение Лозовское        |
| 282 | Шелково          | деревня                         | ↘0        | сельское поселение Лозовское        |
| 283 | Шеметово         | село                            | ↘4024     | сельское поселение Шеметовское      |
| 284 | Шепелево         | деревня                         | →8        | сельское поселение Селковское       |
| 285 | Шильцы           | деревня                         | ↘5        | сельское поселение Лозовское        |
| 286 | Шитова Сторожка  | деревня                         | ↗14       | сельское поселение Лозовское        |
| 287 | Шубино           | деревня                         | ↘5        | городское поселение Богородское     |
| 288 | Шубино           | хутор                           | →0        | сельское поселение Березняковское   |
| 289 | Юдино            | деревня                         | ↗2        | сельское поселение Шеметовское      |
| 290 | Юрцово           | деревня                         | ↗7        | сельское поселение Селковское       |
| 291 | Язвицы           | деревня                         | ↗19       | городское поселение Богородское     |
| 292 | Яковлево         | деревня                         | ↘4        | сельское поселение Березняковское   |
| 293 | Ярыгино          | деревня                         | ↗11       | сельское поселение Васильевское     |
| 294 | Ясниково         | деревня                         | ↗14       | сельское поселение Шеметовское      |